# 1815 год в музыке

## События
- Испанский классический гитарист Фернандо Сор переезжает в Лондон.
- Май — Джоакино Россини отправляется в Неаполь, где становится музыкальным и художественным руководителем театров «Сан-Карло» и «Дель Фондо». 4 октября его первая премьера в этом театре, опера «Елизавета, королева Англии[англ.]».
- 5 декабря — Иоганн Непомук Мельцель получает в Англии патент на изобретённый им механический метроном.[1]
- 25 декабря — Общество Генделя и Гайдна, старейшая непрерывно действующая музыкальная организация в США, даёт свой первый концерт в Королевской часовне в Бостоне.[2]

## Песни
- Франц Шуберт — «Лесной царь[нем.]»,[3] «Дикая роза»[4] и «Неистовая любовь[нем.]»[5] на стихи Иоганна Вольфганга фон Гёте, «Порука[нем.]»,[6] «Ода к радости», «Прощание Гектора»,[7] «Ныряльщик»[8] на стихи Фридриха Шиллера.
- Впервые опубликована английская народная песня «Туманная роса[англ.]».
- Впервые опубликована шведская застольная песня «Привет, ребята[швед.]».

## Классическая музыка
- Франц Шуберт — Соната для фортепиано ля мажор[англ.], D. 157; Мессы № 2[англ.] и № 3[англ.]; «Стабат Матер соль минор[англ.]»; симфонии № 2[англ.] и № 3[англ.].
- Людвиг ван Бетховен — Виолончельные сонаты № 4 и 5[англ.], соч. 102 (впервые опубликованы в 1817 году); кантата для хора и оркестра «Морская тишь и счастливое плавание[англ.]», соч. 112; увертюра «Именинная[англ.]», соч. 115.
- Карл Мария фон Вебер — Концерт для горна с оркестром ми минор[англ.].
- Джакомо Мейербер — кантата «Любовь Теолинды».
- Антонин Рейха — Концерт для кларнета с оркестром соль минор.
- Симон Майр — кантата «Арианна в Наксосе[англ.]».
- Луиджи Керубини — Увертюра соль мажор[англ.].
- Фердинанд Рис — Соната для флейты № 4[англ.].

## Опера
- Джоакино Россини
  - «Елизавета, королева Англии[англ.]»
  - «Торвальдо и Дорлиска[англ.]».
- Франц Шуберт
  - «Четырёхлетний пост[нем.]»
  - «Друзья из Саламанки[нем.]»
- Карло Кочча — «Клотильда[англ.]».
- Кароль Курпиньский — «Награда[пол.]».

## Родились
- 13 февраля — Аделаида Кембл (ум. 1879) — британская оперная певица
- 11 марта — Анна Фалькони (ум. 1879) — немецкая оперная певица (сопрано), музыкальный педагог и композитор
- 6 апреля — Роберт Фолькман (ум. 1883) — австрийский композитор и музыкальный педагог
- 12 апреля — Генри Хью Пирсон (ум. 1873) — английский и немецкий композитор
- 28 июня — Роберт Франц (ум. 1892) — немецкий органист, композитор и дирижёр
- 30 июля — Герман Северин фон Левенскольд (ум. 1870) — норвежско-датский органист и композитор
- 16 августа — Мадам Селеста[англ.] (ум. 1882) — французская танцовщица и актриса
- 29 октября — Дэн Эмметт[англ.] (ум. 1904) — американский автор песен и артист эстрады
- 25 декабря — Темистокле Солера (ум. 1878) — итальянский композитор, писатель, поэт и либреттист

## Умерли
- 8 апреля — Якуб Ян Рыба[чеш.] (49) — чешский композитор и собиратель чешских народных песен
- 21 мая — Роман Хофштеттер[нем.] (73) — немецкий композитор и альтист-виртуоз[9]
- 25 мая — Доменико Пуччини[нем.] (43) — итальянский композитор
- 22 июня — Уильям Рив[англ.] (57 или 58) — английский органист и композитор
- 29 сентября — Фредерик Чарльз Рейнхольд[англ.] (74) — британский певец и органист
- 3 октября — Дэниел Белнэп[англ.] (44) — американский поэт, учитель пения и композитор[10]
- 25 ноября — Иоганн Петер Саломон (70) — немецко-английский скрипач, дирижёр, композитор и импресарио
- декабрь — Джованни Бертати[англ.](80) — итальянский либреттист